# Luqman Ali
Luqman Ali (* 13. November 1939 in Starkville, Mississippi, als Edward Skinner; † 19. August 2007) war ein amerikanischer Jazzmusiker (Schlagzeug, Perkussion, auch Gesang, Komposition), der vor allem als Mitglied des Sun Ra Arkestra bekannt wurde.

## Leben und Wirken
Ali gehörte bereits im Alter von sieben Jahren als Sänger zu einem Spiritual-Quartett, das lokal auftrat. Er wuchs großteils in Memphis bei den Eltern seiner Mutter in einer kirchlich orientierten Familie auf, zu der auch mehrere Kirchenmusiker gehörten. In der siebten Klasse wollte er eigentlich Saxophon spielen, konnte sich aber kein Instrument leisten; durch Zufall kam er zum Schlagzeugspiel und spielte in der Schule in der Marching Band ebenso wie im Konzertensemble. In der neunten Klasse gründete er mit seinen Klassenkameraden Jimmy Reed, Alan Jones und George Hudson ein Ensemble, das wöchentlich im Mitchell’s Hotel auftrat; sie traten später als Hausband mit Gastmusikern auf.
Nach dem Schulabschluss tourte die Band mit Danny Carmichael, dann arbeitete er mit R-&-B-Künstlern von Universal Attractions. 1959 spielte er ein Jahr lang in der Band des Brass Rail Burlesque Club. 1960/61 gehörte er, vermittelt durch Hudson, in Chicago zum Arkestra von Sun Ra (We Travel the Spaceways), um dann wieder nach Memphis zurückzuziehen, wo er im Trumpet Inn mit Isaac Hayes spielte, für den er auch komponierte. Dann konvertierte er zum Islam und ging 1964 mit dem Kader der Nation of Islam nach Springfield, Illinois, wo er auch als Bergmann arbeitete und eine Familie gründete.
1976 verbrachte er mit seiner Familie ein halbes Jahr in Nordafrika, um dorthin auszuwandern, doch mussten sie wieder in die USA zurückkehren. 1977 lebte er in New York City und arbeitete wieder mit Sun Ra, mit dem bis 1981 zahlreiche Alben entstanden. Zu hören ist er etwa in Quartettbesetzung auf New Steps, in großer Formation auf Disco 3000, Some Blues but not the Kind That’s Blue, The Soul Vibrations of Man und Strange Celestial Road. Außerdem begann er ein Privatstudium bei einem Schlagzeuglehrer. Mitte der 1980er Jahre studierte er im Musikprogramm der Southern University in Evansville. In den späten 1980er Jahren war er wieder als Mitglied des Sun Ra Arkestra tätig. 1995 schloss er sich dem Sun Ra Arkestra unter der Leitung von Marshall Allen an. Daneben arbeitet er auch für Gilles Peterson und ist auch auf Alben des Marshall Allen Quartet und von Mina zu hören. Tom Lord verzeichnet im Bereich des Jazz 35 Aufnahmen mit ihm zwischen 1976 und 2003.